# Антон (король Саксонии)
Антон (нем. Anton) по прозвищу Антон Благосклонный или Антон Добрый (нем. Anton der Gütige; 27 декабря 1755[…], Дрезден — 6 июня 1836[…], Пильниц, Германский союз) — король саксонский. Сын Фридриха Кристиана, курфюрста Саксонии и Марии Антонии Баварской.

## Биография
Жил в полнейшем уединении, занимаясь генеалогией и музыкой, в которой он заявил себя в качестве композитора. После смерти его брата Фридриха Августа I 5 мая 1827 года взошёл на престол.
Из-за ощутимого улучшения жизни граждан во время его правления он получил прозвище «благосклонный».
Вступление Саксонии в Немецкий таможенный союз 30 марта 1833 года позволило торговле, индустрии и транспорту расцветать дальше. Под влиянием Парижской июльской революции в Лейпциге и Дрездене доходило до беспорядков. C 1830 года его соправителем стал племянник Фридрих Август. Под давлением беспорядков король согласился принять новую конституцию, которая была принята 4 сентября 1831 года. Саксония вошла в число конституционных государств Европы.

## Семья

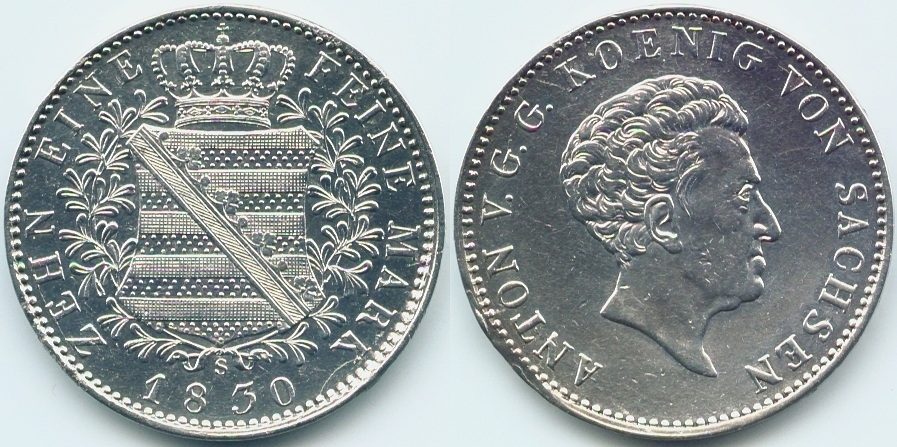
Саксонский конвенционный талер 1830 года с портретом короля Антона

Антон был дважды женат: в первый раз — на сардинской принцессе Марии, умершей в 1782 году от оспы, во второй — на Марии Терезии, дочери императора Леопольда II, которая умерла 7 ноября 1827 года в Лейпциге, где монаршая чета находилась во время объезда владений после коронации (Huldigungsreise). От первого брака у него не было детей, дети же от второго брака умерли в раннем возрасте.
После смерти ему наследовал племянник Фридрих Август II.